# لوکاس لازو
لوکاس لازو (انگلیسی: Lucas Lazo؛ زادهٔ ۳۱ ژانویهٔ ۱۹۸۹) بازیکن فوتبال اهل آرژانتین است.
از باشگاه‌هایی که در آن بازی کرده‌است می‌توان به باشگاه فوتبال روساریو سنترال اشاره کرد.